# Ferdinando Richardson
Ferdinando Richardson noto anche come Heyborne, Heybourne e Heaburn (secondo alcune fonti familiari il cognome Richardson era quello di sua madre Margaret), (1558 circa – 1618) è stato un compositore e cortigiano inglese.

## Biografia
Fu allievo di Thomas Tallis e diverse sue opere per tastiera sono giunte fino a noi. Tenne l'incarico di valletto privato di camera sia sotto Elisabetta I che sotto Giacomo I.